# Mehlbach
Mehlbach es un municipio situado en el distrito de Kaiserslautern, en el estado federado de Renania-Palatinado (Alemania). Su población estimada a finales de 2016 era de 1091 habitantes.
Se encuentra ubicado en la zona centro-sur del estado, en la región de Hunsrück, cerca de la ciudad de Kaiserslautern.

## Eventos festivos
- El domingo de Pentecostés, en el cual la sociedad SV 1923 Mehlbach e.V. organiza anualmente la barbacoa de Pentecostés.
- El festival forestal de la asociación "Treue Pfälzer eV" que tiene lugar el primer domingo de julio.
- El festival de mujeres del campo en julio por la asociación de mujeres del campo de Mehlbach.
- En septiembre, el fin de semana del primer domingo, una kermés tiene lugar regularmente en la comunidad.
- Mercado de Adviento en el club de tenis de mesa de Mehlbach y en el jardín de infantes de Mehlbach.